# Gyerekjátékok
A Gyerekjátékok című lemez Koncz Zsuzsa hatodik magyar nyelvű nagylemeze.
Ez az első lemez, ami a Fonográf együttes közreműködésével készült. A Jelbeszéd betiltása után rekordgyorsasággal készültek el az új dalok.

## Az album dalai
1. Gyerekjátékok (Szörényi Levente – Bródy János) 3:45
2. A város (Bródy János) 3:17
3. Talán egy szép napon (Tolcsvay László) 3:10
4. Láttál-e farkast? (Tolcsvay László – Bródy János) 3:25
5. Csillagkaland (Koncz Zsuzsa) 1:50
6. Szabálytalan szerelem (Szörényi Levente – Bródy János) 4:30
7. Ha a világ rigó lenne (Szörényi Levente – Weöres Sándor) 1:07
8. Rég elmúltam 60 éves (Bródy János) 3:21
9. Aranka néni (Szörényi Szabolcs – Bródy János) 3:12
10. Valamikor gyerekek voltunk (Móricz Mihály – Bródy János) 2:58
11. Mire vársz kedvesem (Szörényi Levente – Bródy János) 3:31
12. Frédi King (Király Alfréd) (Szörényi Szabolcs – Bródy János) 2:54
13. Szemed tükre (Bródy János) 3:27
14. A világ végén (Szörényi Levente – Bródy János) 1:14

## Külső hivatkozások
- Információk Koncz Zsuzsa honlapján